# Ludowa Armia Rewolucyjna
Ludowa Armia Rewolucyjna (hiszp. Ejército Popular Revolucionario, EPR) – grupa partyzancka z Meksyku.

## Historia

Flaga Ludowej Armii Rewolucyjnej

Powstała w 1996 roku. Jej siedziba znajduje się w południowym Meksyku. Działa głównie w stanie Guerrero. Jej działalność odnotowano też w Oaxaca, Chiapas, Guanajuato, Tlaxcala i Veracruz. W 2007 roku działalność grupy przycichła po tym, gdy wojsko rzekomo ujęło jej dowódcę. W 2016 roku liczbę partyzantów EPR szacowano na 20. Członkowie EPR mają na koncie ataki na bazy wojskowe, zamachy bombowe i porwania dla okupu.
Politycznym skrzydłem grupy jest Partido Democrático Popular Revolucionario (PDPR).

## Ideologia
Jest formacją marksistowsko-leninowską.